# Келлер, Жанна Вячеславовна
Жа́нна Вячесла́вовна Ке́ллер (род. 3 февраля 1971, Дзержинск, Горьковская область, РСФСР, СССР) — российская баскетболистка, выступавшая в амплуа форварда. Бронзовый медалист чемпионата Европы, неоднократный призёр чемпионата России. Лучшая нападающая первого десятилетия российского женского баскетбола.

## Биография
Жанна Келлер посещала в Дзержинске спортивную школу, пока в 15 лет её не заметил Леонид Ячменёв, который пригласил в Новосибирск. Первым, и в конечном итоге единственным профессиональным клубом в её карьере, стало местное «Динамо». Здесь она внесла ощутимый вклад в победы клуба, все успехи команды, в 1990-х — начале 2000-х годов неотрывно связаны с Жанной Келлер: 2 серебряные и 2 бронзовые медали чемпионата России. В сезонах 1994/95 (18,3 очка в среднем за матч), 1995/96 (14,6), 2001/02 (16,6) становилась лучшим бомбардиром «динамовок», неизменно в каждом сезоне имела большое количество «игрового» времени. С 1996 по 2005 год капитан команды. Исполком РФБ три раза включает Жанну в список 25 лучших баскетболисток России (1998/1999,1999/2000, 2002/2003).
В 1995 году состоялся дебют в составе сборной России на чемпионате Европы в Чехии, где она завоевала бронзовые медали. Сыграла в 3-х матчах, при этом имела следующие показатели: 4,0 очка в среднем за игру, 2,0 подборов, 0,3 передачи.

## Достижения
- Бронзовый призёр чемпионата Европы: 1995
- Серебряный призёр чемпионата России: 1993, 1994
- Бронзовый призёр чемпионата России: 1999, 2003